# ویلیام ا. ویلر
ویلیام آلمون ویلر (انگلیسی: William Almon Wheeler؛ ۳۰ ژوئن ۱۸۱۹ – ۴ ژوئن ۱۸۸۷) یک سیاستمدار اهل ایالات متحده آمریکا بود. او نماینده ایالت نیویورک و نوزدهمین معاون رئیس‌جمهور ایالات متحده آمریکا از سال ۱۸۷۷ تا ۱۸۸۱ در طول ریاست جمهوری رادرفورد بیرچارد هیز بود.

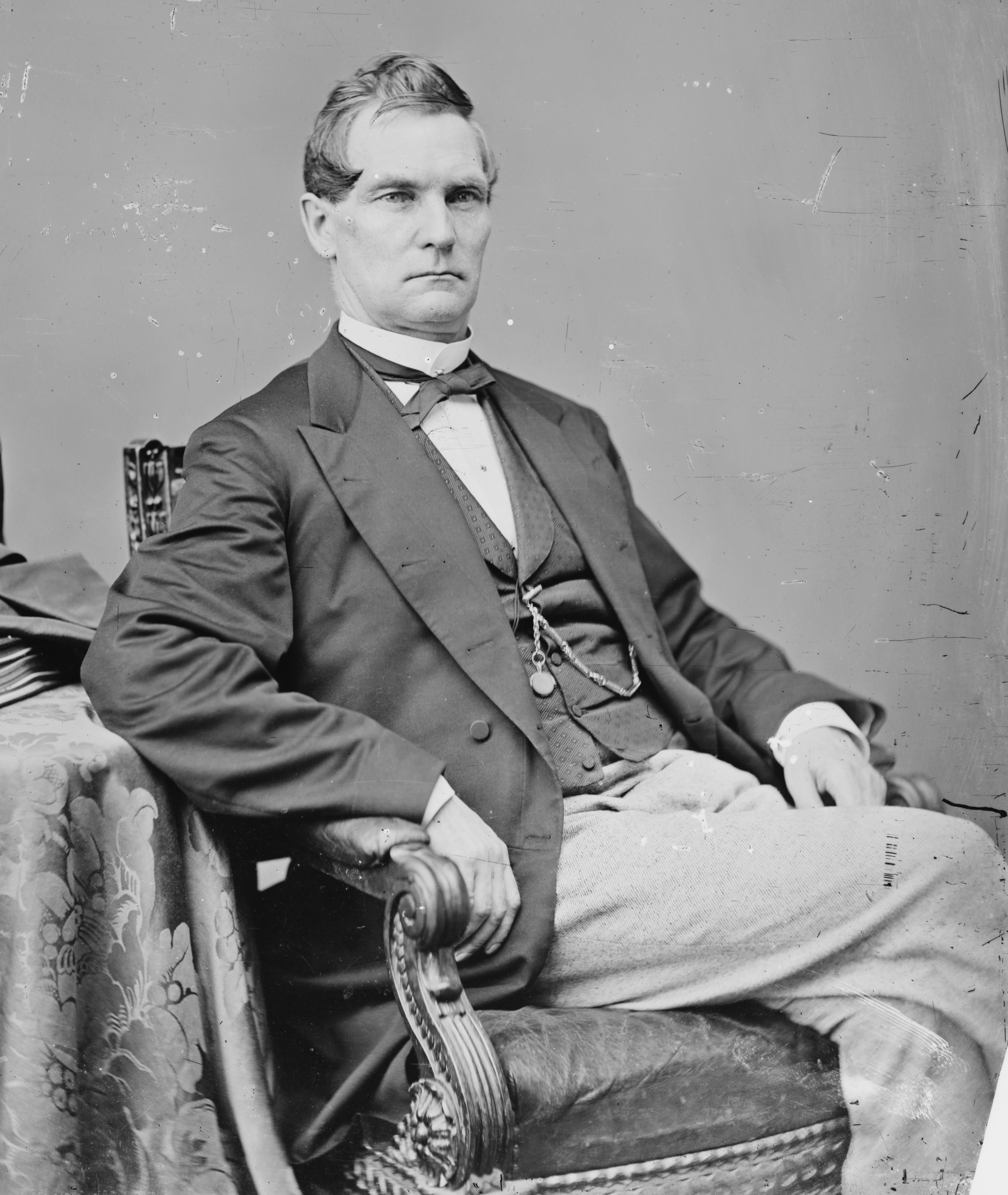
ویلیام ا. ویلر

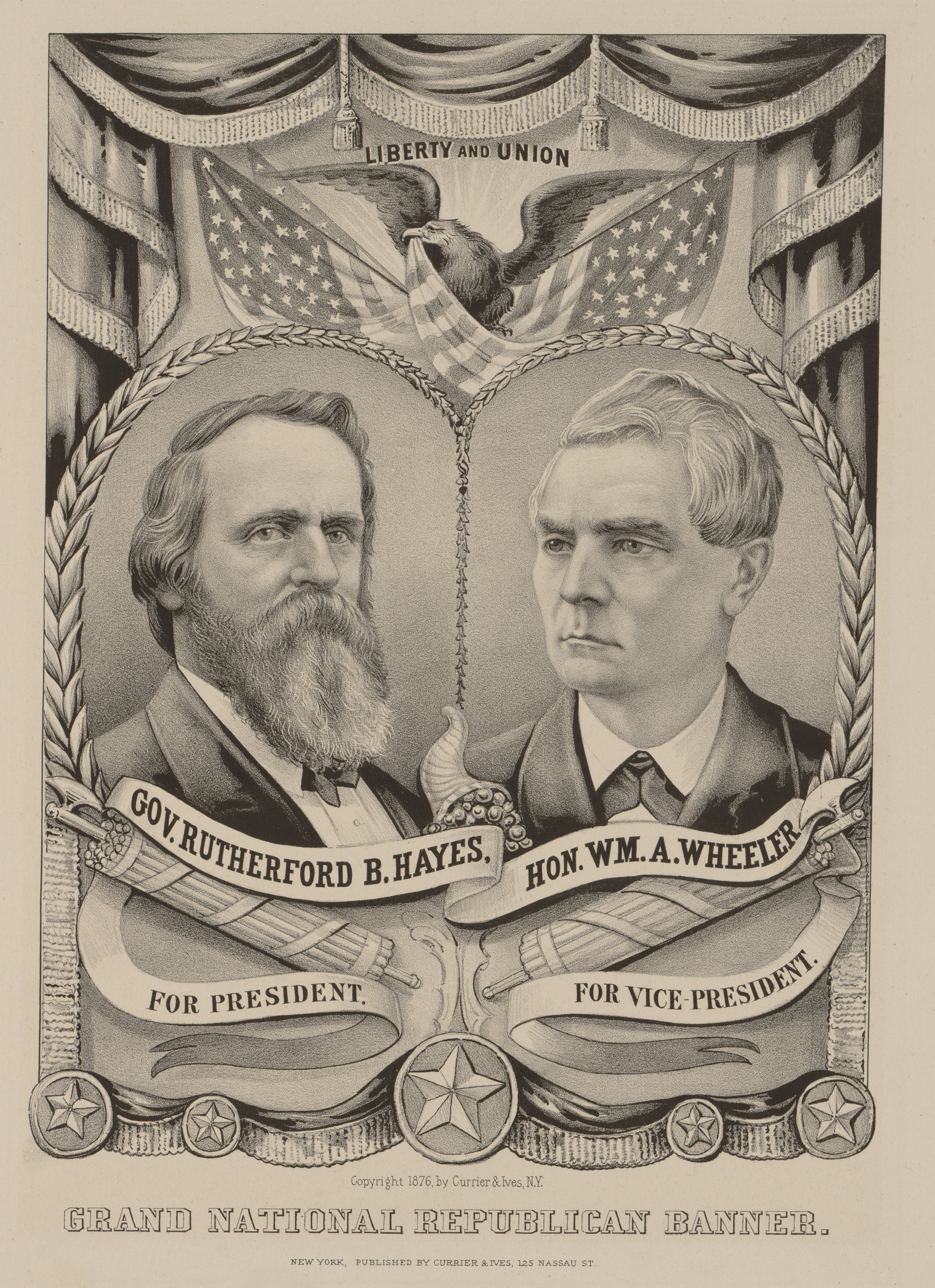
پوستر مبارزات انتخاباتی هایس/ویلر